# 대림운수
대림운수(大林運輸)는 서울특별시의 마을버스 회사이다. 이름과는 달리 사무실은 대림동이 아닌 영등포구 당산동4가에 위치한 당산현대아파트 상가 301호에 있다. 계열사로는 서울특별시 금천구 관내 마을버스 회사인 대상운수와 같은 영등포구 관내 마을버스 회사인 대영운수가 있다.

## 연혁
- 2001년 4월 23일: 회사 설립

## 운행 노선
- ● 영등포04번: 대림역 - 대림우성아파트(구 영창악기) - 대림3동사무소 - 신길건영아파트 - 성락교회 - 도림사거리 - 영등포푸르지오 - 대신시장 - 신길역 - 영등포역/시장 (구 영등포마을 16-4번)

## 회사 소개
대림역과 영등포역을 왕복하는 04번 마을버스를 운행하고 있으며, 시내버스 노선이 취약한 대림3동사무소 인근 및 도신로 인근 주민들에게 중요한 교통수단의 역할을 한다. 대림그룹, 사조대림, 경기도 고양시의 마을버스 회사인 대림교통, 과거 서울시내버스 회사인 대림운수 등과는 아무 관련이 없다.

## 보유 차량
NEW BS090과 하이거 하이퍼스 9.6 EV로 운행한다.